# Oeffingen
Oeffingen (früher auch Öffingen) ist seit seiner Eingemeindung zum 1. April 1974 ein Stadtteil der Stadt Fellbach im Rems-Murr-Kreis in Baden-Württemberg. Der Ort hat knapp 7000 Einwohner und liegt nordöstlich von Stuttgart vor der Einmündung der Rems in den Neckar. Oeffingen war 441 Jahre lang eine politische und 336 Jahre lang eine religiöse Enklave.

## Lage
Oeffingen befindet sich auf einer Hochebene zwischen den Flüssen Neckar und Rems. Der Ort liegt somit im Naturraum Neckarbecken beziehungsweise in dessen Teileinheit Waiblinger Bucht auf dem Schmidener Feld und damit in einem der fruchtbarsten Lössgebiete Württembergs. Mit dem ebenfalls zu Fellbach gehörenden südlich gelegenen Nachbarort Schmiden ist Oeffingen mittlerweile zu einer durchgängigen Siedlungsfläche zusammengewachsen.
Weitere Nachbarorte von Oeffingen sind im Westen der Stuttgarter Stadtbezirk Mühlhausen mit den Stadtteilen Neugereut und Hofen, zu welchem traditionell eine enge Bindung bestand. Im Norden liegt die Stadt Remseck am Neckar mit den Stadtteilen Aldingen und Neckarrems sowie im Osten die Stadt Waiblingen mit dem Stadtteil Hegnach.

## Geschichte

### Vorgeschichtliche Zeit

#### Mittelsteinzeit
Fundstücke aus einer Besiedlung in der Altsteinzeit gibt es in Oeffingen nicht. Die frühesten Spuren einer menschlichen Besiedlung stammen aus der Mittelsteinzeit (8000 bis 5500 v. Chr.). Im Gewann „Winkel“ zwischen Weidachtal und Neckar fand man einige Klingen, Spitzen und Abschläge von Stein aus dieser Zeit.

#### Jungsteinzeit
6000 v. Ch. siedelten jungsteinzeitliche Lössbauern im Gewann „Langes Tal“ im Gebiet der heutigen Augsburger Straße im Norden Oeffingens. Im Jahre 2010 wurden Siedlungsreste und zwei Hockergräber entdeckt, allerdings ohne die für den Zeitraum charakteristischen Grabbeigaben. Die Gräber waren nach Süden ausgerichtet, was auf die Verehrung der Sonne schließen lässt. Die Lössbauern pflanzten die Weizenarten Einkorn und Emmer, und Linsen, Bohnen und Mohn an, und hielten Schafe, Rinder, Ziegen und Schweine.
Die für Oeffingen bedeutsamste Siedlung in vorgeschichtlicher Zeit errichteten die Bandkeramiker im Gewann „Hofener Feld“ am Hofener Weg im Westen des Dorfes.
Der Oeffinger Archäologe Jordan Riede (1905–1988) fand dort mit Bandmustern verzierte, dünnwandige Tongefäße und Knochenspitzen zur Lederverarbeitung. Ihr Gräberfeld hatten die Bandkeramiker westlich von ihren Wohnstätten im Gewann Taubenäcker. Das Gräberfeld hatte eine Ausdehnung von 50 m mal 40 m, 110 einzelne Gräber konnten erkannt werden. In 102 dieser Gräber wurden ganze Körper bestattet. Der Leichnam wurde auf die linke Seite gelegt, der Kopf in Richtung Südosten. Die Arme wurden angewinkelt und die Hände vor den Kopf gelegt. Die Beine wurden ebenfalls angewinkelt, zusammengebunden und in Hockstellung gebracht. 35 Leichnamen wurden Grabbeigaben mitgegeben, 20 Steinbeile, 15 Tongefäße und Knochengeräte, von denen einige in gutem Zustand ausgegraben werden konnten.
Am „Pauluskreuz“ am Hofener Weg und im Dorf selbst, in der Johannisstraße und am Klosterplatz wurden üppig verzierte Tonkrüge der „Rössener Kultur“ gefunden. Die schmückenden Furchen und Einkerbungen haben die Bandkeramiker dieser Stilrichtung mit einer weißen Kalkpaste ausgefüllt, die den Tonscherben heute noch anhaftet.
Auf die Bandkeramiker folgten die Schnurkeramiker, die aber in Oeffingen keine Spuren hinterließen.

#### Bronzezeit
Die Siedlungsreste aus der Bronzezeit (2000 bis 750 v. Ch.) werden wegen der starken Bodenerosion spärlicher. An der Johanniskirche fanden sich ein Bronzepfriem mit einem spatelförmigen Ende und Tontöpfe, die einfacher gearbeitet waren als in der Jungsteinzeit.
Beim Tennhof fand Jordan Riede ein kleines Gräberfeld mit sechs Gräbern. Die Toten wurden auf einem Scheiterhaufen verbrannt, und mit ihnen die Grabbeigaben, Gewandnadeln, ein kleiner Ring und Bronzespiraldraht.
Körperbestattungen waren aber immer noch vereinzelt möglich. Westlich vom Ortsrand, im Gewann „Steinäcker“ fand Jordan Riede 1966 ein Grab mit acht Röhrchen aus Bronzeblech, 6 cm lang und 1 cm im Durchmesser, ein Bronzemesser mit einer 9 cm langen Klinge und eine 12 cm lange Gewandnadel aus Bronze. Keramik aus der Bronzezeit fand man an der Hofener Straße.

#### Eisenzeit
Erstmals in der Eisenzeit (750 v. Ch. bis Christi Geburt) wird die Bevölkerung Mitteleuropas als Volk, als Kelten bezeichnet. Die soziale Differenzierung nimmt stark zu. Angehörige der niedrigeren Gesellschaftsschichten werden in einfachen Brandgräbern bestattet, die der gehobenen Schichten unter Grabhügeln. Im Hartwald, im Nordosten von Oeffingen befinden sich zwölf Grabhügel mit einer Höhe von 0,6 bis 2 m und einem Durchmesser von 15 bis 20 m. Ein Hügel, „Hügel 7“, wurde 1929 beim Bau des Wasserhochbehälters angeschnitten, er wurde aber noch nicht erforscht.
Im Gewann Haldenäcker befand sich ein halb in die Erde eingelassenes Haus mit einer Länge von 5 m und einer Breite von 2,75 m. Das Haus wurde eher als Werkstatt denn als Wohnhaus benutzt.

### Altertum
Im Jahr 84 v. Chr. drangen die Römer bis zum mittleren Neckar vor. Ein römisches Anwesen stand am heutigen Weg nach Waiblingen. Die Reste wurden 1842 anlässlich einer Forschungsgrabung in Hofen gefunden. Römischen Ursprungs ist auch der ungefähr zwei Kilometer nördlich liegende Tennhof, der heute noch Teil einer Staatsdomäne des Landes Baden-Württemberg ist. Alemannen haben in Oeffingen später gesiedelt. Ihren Friedhof hatten sie in den heutigen Gärten hinter dem Gasthaus „Rössle“.

### Frühes Mittelalter
Wahrscheinlich geht der Ort aus dem Gehöft eines christlich getauften Siedlers und Sippenoberhauptes namens Uffo hervor. Den Namen Uffo tragen auch die Namensgeber von Uffing am Staffelsee, Iffezheim (Ufensheim), Zufikon (Uffinghofun) in der Schweiz und Uffington in Großbritannien. Uffo oder Offo bedeutet in der friesischen Sprache „der friedliche Erbe“. Die Namensgebung für die -ingen- und -heim-Dörfer wird dem 5. Jahrhundert zugeordnet, in dem die fränkischen Merowingerkönige regierten. Ob Uffo ein Friese war, der auf Veranlassung eines fränkischen Königs angesiedelt wurde, kann aufgrund fehlender Urkunden aus dieser Zeit nicht geklärt werden. Man weiß aber, dass schon die Merowinger aus ihrem ganzen Reich Siedler an die Grenzen ihres Einflussbereichs brachten. Ebenso weiß man, dass es dem Rechtsverständnis der damaligen Zeit entsprach, dass sich Siedler einen Hof errichten konnten, wenn das Land nicht ausdrücklich vom fränkischen König in Anspruch genommen wurde.
Im 8. Jahrhundert wurde in Oeffingen Ackerbau betrieben, die Ackerfläche wurde in Tagewerken gemessen. Gegen Ende des 8. Jahrhunderts rückt der Ort in das Blickfeld des 765 gegründeten königlichen Eigenklosters Lorsch, das zusammen mit dem Kloster St. Denis zunehmend zum Immobilienfonds der im Aufbau befindlichen Reichsverwaltung Karls des Großen werden soll. Dem Kloster steht der energische Abt Richbod vor, der als ehemaliger Hofschreiber in Aachen als Vertrauensmann Karls des Großen gelten kann. Im Cannstatter Blutgericht wurden 746 die noch regierenden Alemannenherzöge beseitigt. Im Jahr 789 muss ein Uro dem Kloster Lorsch 16 Tagewerk Acker im Dorf Uffingen im Neckargau ohne Gegenleistung übereignen. Um dem erzwungenen Geschäft die Sittenwidrigkeit zu nehmen, erfolgt die im Lorscher Codex dokumentierte Schenkung für das Seelenheil eines Fricco. Alleine im Neckargau sind mehr als 50 solcher Geschäfte ohne Gegenleistung in kurzer Zeit geschlossen worden.
Vor dem 7. Jahrhundert hatte Oeffingen noch keine eigene Kirche. Von Schmiden führte ein Kirchweg über Oeffingen zum benachbarten Tennhof, wo der Alemannenherzog Gottfried um 700 die Jacobuskirche gegründet haben soll. Sie lag im Kirchensprengel der spätestens im 8. Jahrhundert gegründeten St. Martinskirche in Cannstatt. Der Tennhof gehörte dem Kloster Adelberg. Der Bischof von Konstanz bestätigte 1255 die Rechte des Klosters an der dortigen Kirche. Im Jahr 1277 wurde der Tennhof von Steuern und Abgaben befreit.
Die Jacobuskirche sollte zusammen mit dem Kloster Adelberg 1534 durch Herzog Ulrich von Württemberg reformiert werden. Danach geriet sie in Verfall und ihre letzten Reste wurden 1709 abgebrochen.

### Hochmittelalter
Oeffingen war Freigut der Grafen von Württemberg und stand nicht in einem Lehensverband. Es bezog den Zehnten aus einigen Morgen Ackers in der Markung Oeffingen. Eine Kirche im Ort soll schon im Verlauf des 7. Jahrhunderts errichtet worden sein. Erstmals für 1180 bezeugt der Hirsauer Codex einen Priester für Oeffingen. Ein selbständiger Pfarrherr Konrad hatte Schenkungen für Klöster in Eltingen, Biberach, Hessigheim und Türkheim gemacht. Die Kirche für Oeffingen erwähnt auch das Steuerverzeichnis liber decumationis für 1275. Die Pfarrei war selbständig und an ihrer Spitze stand ein rector ecclesiae.

Die Kirche war den Heiligen Nabor, Basilides, Cyrinus und Nazarius geweiht. Da diese Heiligen besonders im Kloster Lorsch verehrt wurden, wird angenommen, dass das Kloster Lorsch an der Gründung beteiligt war. 

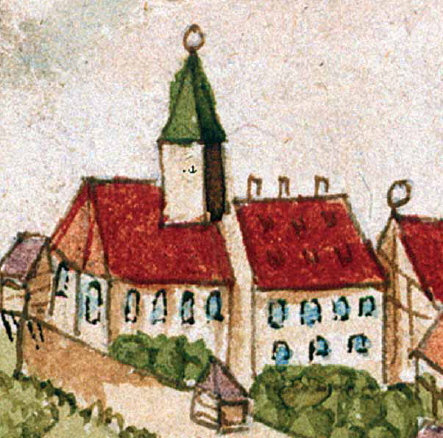
Kloster Adelberg

Erbaut wurde die Kirche hingegen vom Hause Württemberg und dem Kloster Adelberg gemeinsam. Dies entnimmt man daraus, dass im Schlussstein des Chorgewölbes das Wappen des Hauses Württemberg und des Klosters Adelberg ausgehauen ist. Die Kirche gehörte zum Bistum Konstanz, zum Archidiakonat „vor dem Walde“ und zum Dekanat Grunbach. Das Pfründeinkommen des Pfarrherrn betrug 70 kleine Pfund(H) mit einem Silberäquivalent von 1050 Gramm jährlich. Der Pfarrer von Oeffingen war gleichzeitig der Pfarrer von Neckargröningen.
Eine Adelsfamilie von Lichtenstein erwarb Güter in Oeffingen. Das 13. Jahrhundert erlebte dann eine Verschiebung des Grundeigentums vom lokalen Adel an Klöster als professionelle Grundherren. Gebhard von Lichtenstein verkaufte seine Güter an das Kloster Bebenhausen. Berthold und Heinrich von Lichtenstein verkauften ihre Güter 1280 an das Kloster Salem. Das Patronatsrecht an der Kirche St. Nabor und ein Widemhof als Bleibe und für den Lebensunterhalt des Pfarrers standen Sweneger von Lichtenstein zu. Er verkaufte beides für 250 karolingische Pfund 1313 an das Kloster Adelberg, dem schon der Tennhof gehört und der Miterbauer der Kirche St. Nabor war. 250 karolingische Pfund haben einen Silberwert von 7640 Gramm. 1277 befreite Graf Ulrich II. von Württemberg die Bauern von drei Höfen des Klosters Adelberg in Oeffingen und des Tennhofs von der Mannsteuer und anderen Abgaben und Frondiensten. Sein Nachfolger Graf Eberhard I. hielt den Tennhof 1304 wieder für steuerpflichtig. Gegenüber dem Kloster Adelberg verzichtete Graf Eberhard von Württemberg aber auf sein Besteuerungsrecht über die Kirche und das Kirchengut.
1350 hatte Oeffingen 62 bewohnte Häuser und bezahlte insgesamt 40 Scheffel (70,90 hl) Roggen als jährliche Steuer. Die Oeffinger beschränkten sich nicht auf landwirtschaftliche Produktion zum Eigenbedarf, sondern bemühten sich gegenüber Waiblingen um Zollfreiheit, welche gegen eine jährliche Pauschalabgeltung gewährt wurde. Jedes bewohnte Haus ein Simri (22,156 l) Zollhafer. 7 ½ Scheffel und zwei Simri (13,74hl) Zollhafer bezahlte das Dorf insgesamt, und weil 8 Simri in einem Scheffel enthalten sind, lassen sich 62 Häuser errechnen.

### Ausscheiden aus der württembergischen Grundherrschaft

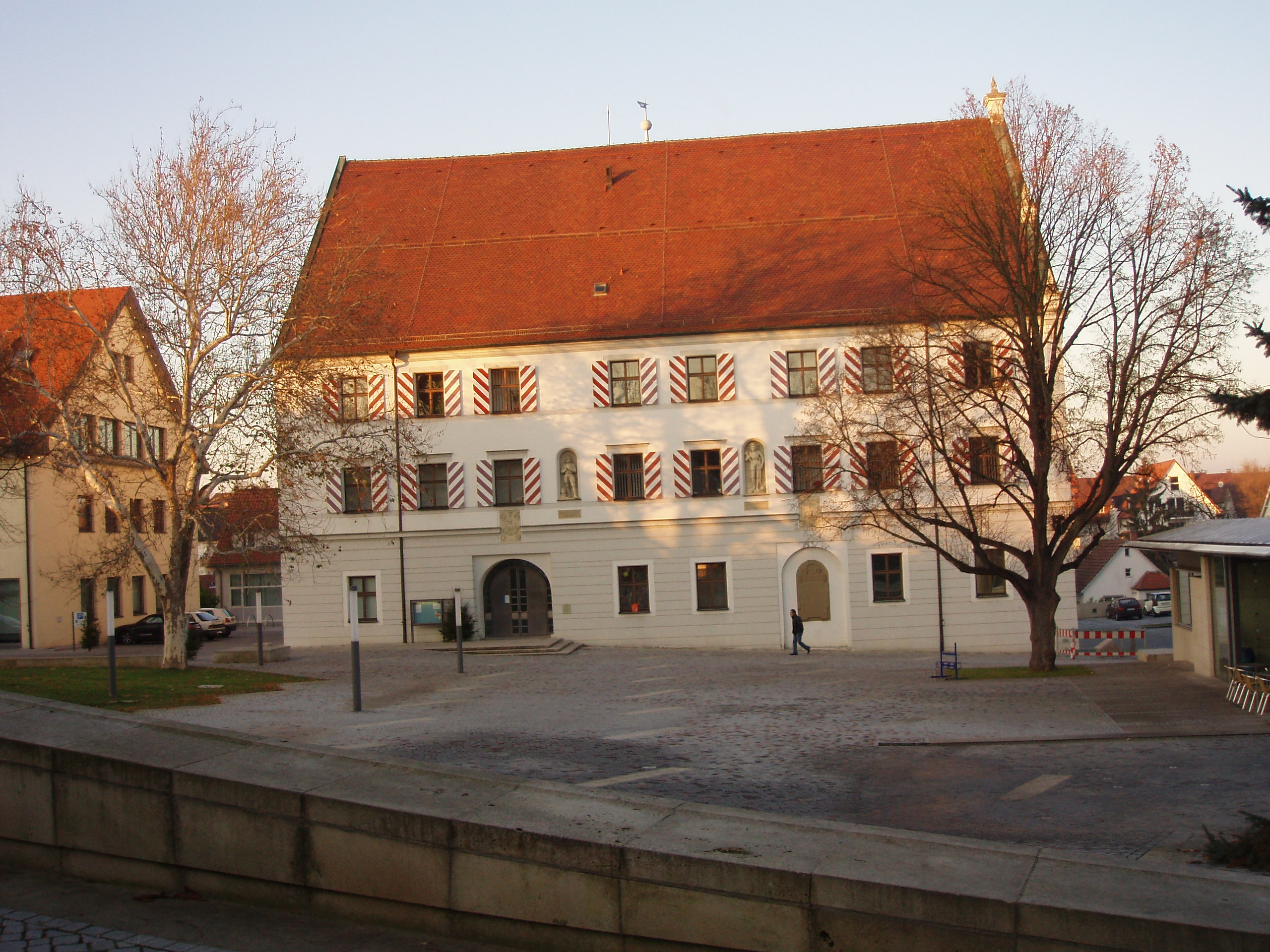
Sitz der Herren von Neuhausen

Im Jahr 1369 veräußerte Graf Eberhard der Greiner Oeffingen, das benachbarte, am Hochufer des Neckar gelegene Hofen und das jenseits des Neckar gelegene Mühlhausen an Reinhard von Neuhausen, einen reichsunmittelbaren Ritter. Er erhielt dafür die halbe Burg Neuhausen auf den Fildern. Oeffingen und Hofen schieden für 441 Jahre aus dem württembergischen Grundherrschaftsverband aus. Nur der Tennhof blieb württembergisch. Die Herren von Neuhausen gehören dem Kanton Kocher der Reichsritterschaft an.
Bis 1532 mussten die Herren von Neuhausen an das Reich keine Steuern zahlen, genossen aber selbst gegenüber ihren Untertanen ein unbeschränktes Besteuerungsrecht, welches zum Teil durch den Ritterkanton ausgeübt wurde. Die Grafen von Württemberg konnten in Oeffingen keine grundherrschaftlichen Rechte mehr ausüben. Für 441 Jahre sollte Oeffingen zum steuerlichen, wirtschaftlichen und religiösen Zankapfel für Grafschaft, Herzogtum und Königreich Württemberg werden.
Den Necknamen „Märktsucher“ könnten die Oeffinger dem Umstand verdanken, dass sie ab diesem Zeitpunkt von Württemberg abgeschnitten waren und zu den benachbarten Absatzgebieten erst zugelassen wurden, wenn die dort heimischen Anbieter nicht mehr genügend zur Verfügung stellen konnten.
Ein goldener Löwe aus dem Wappen der Herren von Neuhausen befindet sich heute farbig restauriert im Kreuzjoch des Chorturms der Kirche. Das Eigentum an den beiden Dörfern umfasste das Recht, Steuern zu erheben, Hand- und Spanndienste zu verlangen, die Gerichtsbarkeit auszuüben und vor dem Wegzug eines Dorfbewohners eine beträchtliche Ablösesumme (Freikauf) zu verlangen.

### Spätmittelalter
Im Jahr 1457 wurde die im Jahre 1275 erstmals urkundlich bezeugte Kirche St. Nabor abgerissen und mutmaßlich an gleicher Stelle durch eine Kirche im spätgotischen Stil ersetzt. Erst 1976 wurde der Grundriss der spätgotischen Kirche ermittelt. Das Kirchenschiff ist ein längsrechteckiger Saal, 15 Meter lang und 8,5 Meter breit. Bis zu seinem Ersatz im Jahr 1840 wird es seinen Dienst verrichten. Das schlichte Gebäude ist in zwei Bildern zu erkennen, einmal in der Vedute im Altwürttembergischen Forstkartenwerk von Andreas Kieser aus dem Jahre 1686 und einer halb schematischen Ansicht der Pfarrkirche und des Pfarrhofs zu Oeffingen aus dem Jahre 1823. Der Kirchturm ist heute noch nach mehreren Umbauten in niedrigerer Form vorhanden. In ihm befinden sich immer noch die Statuen der Heiligen Basilides, Nabor, Cyrinus und Nazarius. Sie wurden 1490 für die neue Kirche von Niklaus Weckmann aus Ulm geschaffen. Den Übergang vom Spätmittelalter in die Neuzeit kündigte die ab 1493 kontinuierliche Führung der Rathausakten an; das „Aktenzeitalter“ hatte begonnen. Ungefähr ein Jahrhundert später, 1598 wurde in Oeffingen ein Kaufbuch eingeführt, in dem die Grundstücksgeschäfte beurkundet wurden.
1493 gelangte das Hofgericht in Rottweil zu dem Ergebnis, dass Leibeigene der Herren von Württemberg ohne Erlaubnis nach Oeffingen ziehen dürften, nicht jedoch Oeffinger Untertanen der Herren von Neuhausen nach Württemberg. Die Leibeigenschaft könne allerdings abgelöst werden durch Zahlungen von 50 bis zu 100 Pfund(H); gemeint ist damit das Rechnungspfund zu 240 Schwäbisch Haller Silberpfennigen.

### Neuzeit

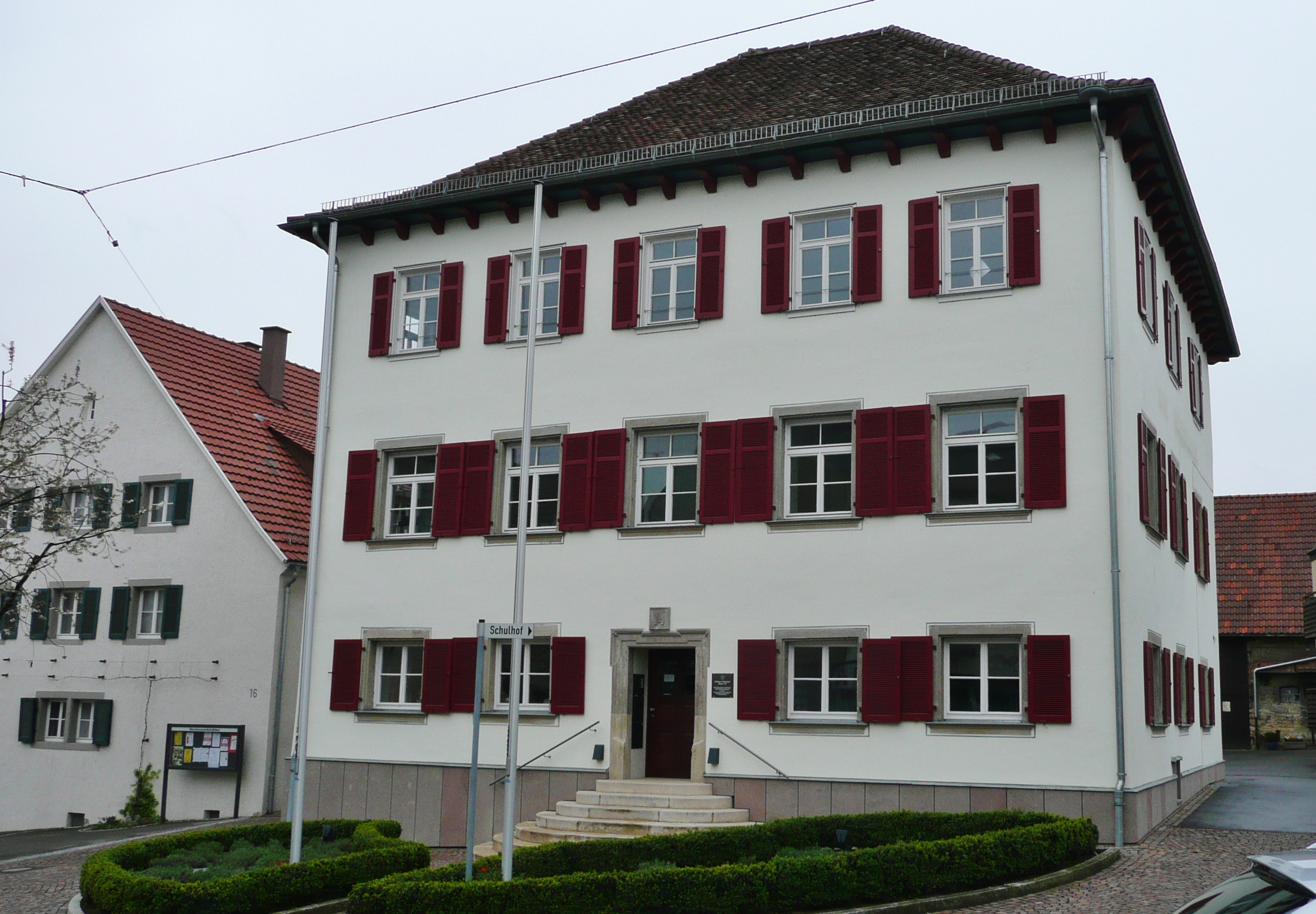
Schlössle – Sitz einer Frau von Neuhausen

Die Neuzeit läutete der Bau des geräumigen Kellers des Schlössle in Oeffingen im Jahre 1500 ein. Der Name deutet auf eine Nutzung durch die adligen Grundherren des Dorfes hin. Von 1667 bis 1715 wohnte eine ältere Frau von Neuhausen im „Schlössle“. 1683 wurde das Schlössle als Behausung mit großem Keller beschrieben. Als Herrensitz konnte das Schlössle aber trotz seiner Nutzung nicht bezeichnet werden. 1715 wurde das Schlössle abgerissen, und dann auch bald wieder aufgebaut, so dass es heute noch zusammen mit der Kirche und der Vogtei die Kontinuität des Dorfes verkörpert. 1519 wurde der schlecht wirtschaftende und verschwenderische Herzog Ulrich von Württemberg vom Schwäbischen Bund vertrieben. Der schwäbische Bund war ein Organ der schwäbischen Reichsstände, also von Fürsten, Prälaten, Städten und Rittern, das während der Bauernkriege den Landfrieden bewahren sollte. Er wurde aber dieser Aufgabe nur teilweise gerecht und 1534 wieder aufgelöst. Im Mai 1519 plünderten Truppen des Schwäbischen Bundes unter Wilhelm von Bayern das Dorf. Der Grundherr Wolf von Neuhausen nahm kurzerhand den Meierhof des Klosters Salmannsweil (Salem) in Besitz, um sich für die Plünderung seines Dorfes zu entschädigen. Der Abt von Salmannsweil (Salem) beschwerte sich darüber 1520 bei der Bundesregierung des soeben eingerichteten Schwäbischen Reichskreises. Der Schwäbische Kreis wurde als einer von zehn Reichskreisen zur Wahrung des Landfriedens, also zur Vermeidung der Fehde 1512 durch den Reichstag von Köln eingerichtet.

### Die Reformation
1534 konnte der vom schwäbischen Bund, einem Werkzeug der habsburgischen Politik vertriebene Herzog Ulrich von Württemberg wieder zurückkehren. Da er protestantische Verbündete hatte, führte er die Reformation in Württemberg ein. König Ferdinand I. gestand Herzog Ulrich das Herzogtum Württemberg als österreichisches Nachlehen zu. Im Gegenzug erkannten die protestantischen Stände Ferdinand I. als König an, so dass ein vorläufiger territorialer und rechtlicher Schlussstrich unter die Reformation gezogen werden kann.
1534 entschieden die Herren von Neuhausen, in ihren Dörfern Oeffingen, Hofen, Justingen und Ebersberg die Reformation nicht einzuführen. Oeffingen blieb katholisch und viele Dorfbewohner empfanden sich seit dieser Zeit als katholischer Fels in der protestantischen Brandung. Diese Entscheidung konnte das reformierte Württemberg aufgrund des Augsburger Religionsfriedens im Jahre 1555 vorerst nicht mehr abändern, denn das ius reformandi stand den Landesherren zu und die Untertanen waren verpflichtet, dem Bekenntnis ihres jeweiligen Landesherrn zu folgen. Lutherische Bewohner Oeffingens mussten 1650 auswandern oder wieder katholisch werden.
1557 wurde das neue Landmaß im benachbarten Württemberg eingeführt. Oeffingen verwendete diese Maße und Gewichte.
Wirtschaftlich schlimm waren die Jahre 1570 bis 1572. Regennasse, kühle Sommer ließen die Reben an den Stöcken verfaulen und das Obst unreif am Baum schrumpfen. Die Winter waren kalt; das Wild ging in Rudeln zugrunde. Menschen erfroren und starben an Erkältungsfiebern und Seuchen.
1574 endete ein Rechtsstreit zwischen der gesamten Bauernschaft und Reinhard von Neuhausen damit, dass die Frondienste wie bisher geleistet werden mussten, aber der Grundherr auf jeweiligen Antrag das Heu für die frönenden Pferde stellt. Die Bauern mussten die Kosten des Rechtsstreits tragen.
Im Jahre 1600 hatte Oeffingen ungefähr hundert Einwohner, also weniger als im Jahre 1350. Aus dieser Zeit stammt die heute noch gut erhaltene Feldkapelle zum Hl. Kreuz am Waiblinger Feldweg.
1603 belehnte Kaiser Rudolf II. auf Antrag Marx Kaspar und Reinhard von Neuhausen mit der Gerichtsbarkeit für schwere Delikte (Halsgerichtsbarkeit). Das Gericht musste mit zehn oder zwölf Männern besetzt werden. Der Wert des Dorfes wurde durch die hohe Gerichtsbarkeit gesteigert. Die neuen Inhaber der Halsgerichtsbarkeit errichteten beim heute rekultivierten Steinbruch Weisbarth einen Galgen, den sie nur einmal, im Jahre 1606 benutzten.
1618 erließen Marx Kaspar und Hans Reinhard von Neuhausen eine Vogtordnung, die die Rechtsbeziehungen innerhalb des Dorfes regelte. Ein wesentlicher Teil der Vogtordnung war die Ruggerichtsordnung. Die Ruggerichte blieben in Schwaben von der Karolingerzeit bis zum Ende des 19. Jahrhunderts erhalten.
Die Vogtordnung blieb fast 140 Jahre in Kraft, bis zur Anerkennung von Oeffingen als Marktflecken im Jahre 1753. Gleichzeitig wurde die schon bestehende Feuerwehr durch eine neue Feuerwehrordnung reglementiert.

### Neuer Grundherr Domkapitel Augsburg

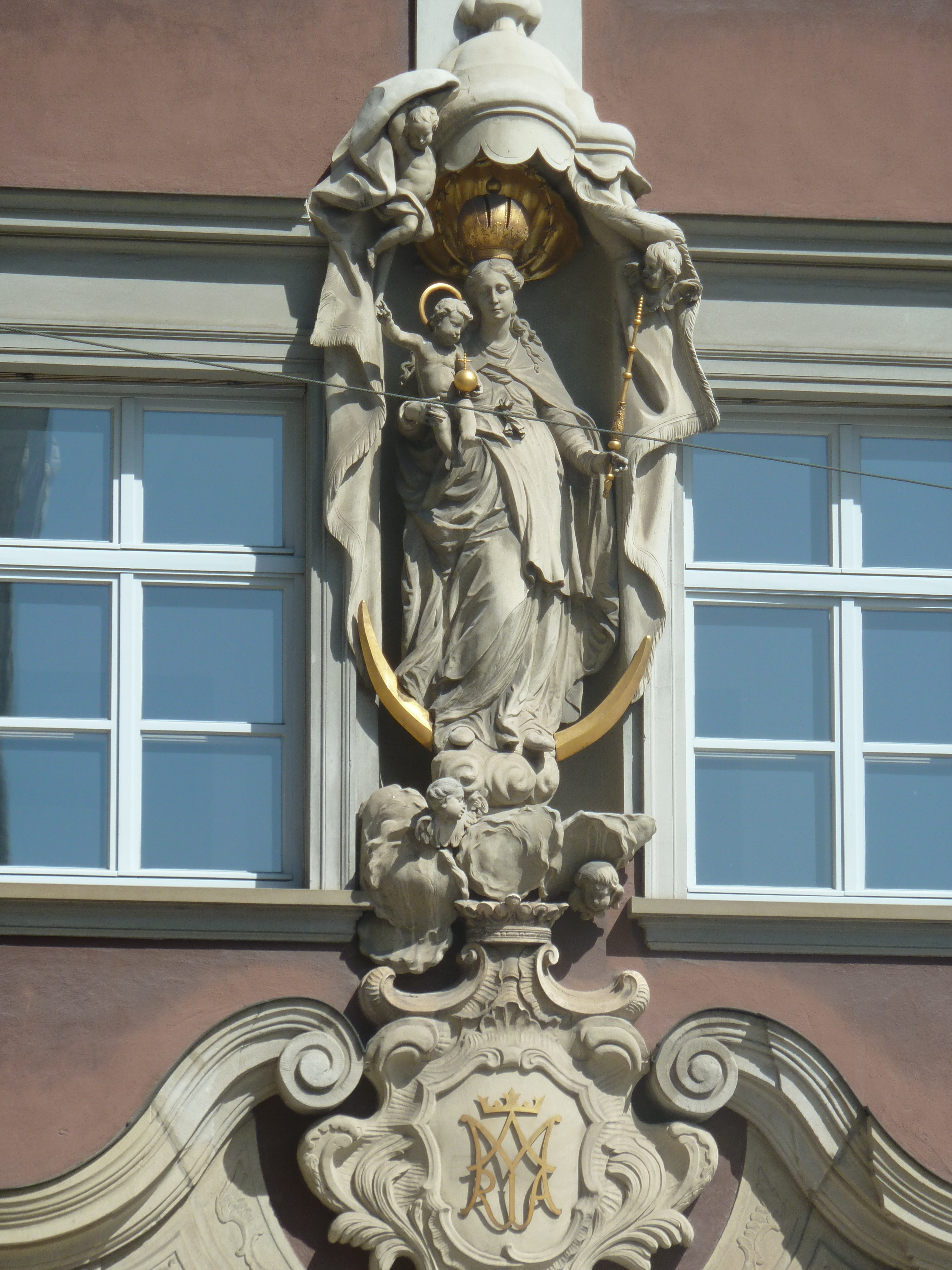
Hoheitszeichen am Domherrenhaus Hoher Weg 30, Augsburg

Die Herren von Neuhausen verkauften im Jahre 1618 das freiadlige Rittergut Oeffingen mit allen Rechten an das Domkapitel Augsburg. Zu den übergehenden Rechten gehörte auch die Belehnung mit dem kaiserlichen Blutbann; 1652 wurde sie erneuert. Das Domkapitel nahm die beschwerliche Streulage in Kauf, um mit der Ausübung der Hohen Gerichtsbarkeit anzuzeigen, dass es zur Territorialherrschaft bis hin zur Souveränität in der Lage war. Das Domkapitel verstand sich als korporativen Reichsfürsten; Seine Souveränität war aber nie eindeutig anerkannt. Das Domkapitel erneuerte 1775 den Galgen, obwohl es in Oeffingen nie jemanden zum Tode verurteilte. Wichtiger war dem Domkapitel die Demonstration der Souveränität gegenüber den anderen rivalisierenden Territorialherren, insbesondere gegenüber dem Hochstift Augsburg. Einen Galgen hatte das Domkapitel auch in Dinkelscherben und Großaitingen. Das Domkapitel Augsburg war selbständig und bildete im Bereich des geistlichen Bistums Augsburg neben dem Fürstbistum Augsburg einen eigenen Grundherrschaftsverband. Dieser konnte grundherrliche Rechte auch in einem Ort ausüben, wo ihm keine Patronatsrechte an der Pfarrkirche zustanden. Außerhalb der Grenzen des geistlichen Bistums Augsburg lag Geisenhausen bei Vilsbiburg bis 1605 und später nur noch Oeffingen, das ein eigenes Landamt bildete. Werte und Einkünfte des Dorfes sind im Kaufvertrag enthalten. Durch den Verkauf änderte sich der Rechtscharakter des Ritterguts nicht. Das Domkapitel versuchte aber, einen Sitz und Stimmrecht im Ritterkonvent zu erhalten, auch zur Stärkung der katholischen Partei in der konfessionell gemischten Ritterschaft. Im Jahre 1708 wurde der Aufnahmeantrag des Domkapitels zum ersten Mal abgelehnt; auch spätere Anträge blieben erfolglos. Das Augsburger Domkapitel konnte aber einen nicht stimmberechtigten Vertreter in den Ritterkonvent entsenden. Im Kaufvertrag erkannte das Domkapitel an, dass der Kanton Kocher der Reichsritterschaft Steuern in Oeffingen anordnen und einziehen konnte. Der Verkaufspreis betrug 42000 Gulden (Silberäquivalent: 727,440 Tsd. Gramm). Kirchenrechtlich blieb Oeffingen wie bisher dem spätestens seit 639 bestehenden Bistum Konstanz unterstellt.
Von 1618 bis 1803 war das Vogteigebäude an der heutigen Hauptstraße 37 Sitz des Vogts des Domkapitels. Die "Maria mit dem Kinde" befindet sich noch heute am Gebäude. Um das Bild befindet sich die Bezeichnung: "Hochfürstl. Domstift Augsburg. Obervogtei". Der Vogt vertrat das Domkapitel in allen Belangen und regelte auch Angelegenheiten des örtlichen Wirkungskreises. Er war den Zentralämtern des Domkapitels nachgeordnet, insbesondere der Domdekanei und dem Fiskalamt, der Burs. Der Vogt hatte alle Hofübergaben, Kauf- und Tauschgeschäfte und Erbteilungen über Kanzleidirektor und Syndikus der Versammlung der Domkapitulare zur Genehmigung vorzulegen. Er musste Monatsberichte über die regelmäßigen Geschäfte erstellen und über die Erledigung von Einzelweisungen gesondert berichten. Es fanden auch Visitationen statt, teilweise auch anlässlich anderweitiger Dienstreisen von Domherren. Der Postaustausch konnte über Bad Cannstatt und die fürstbischöfliche Residenz Dillingen an der Donau erfolgen, welche dann die Post an das Domkapitel mit Sitz in Augsburg umladen konnte. Die Post fuhr 1802 dreimal wöchentlich, sonntags, dienstags und freitags. Das Vogteigebäude in der Hauptstraße 37 ist heute noch erhalten; Wappen und Inschrift sind von der Hauptstraße aus erkennbar. Seit 1814 wird das Gebäude privat genutzt.
1618 begann der Dreißigjährige Krieg. Durchziehende Truppen richteten mehrmals Schäden an.
1634 und 1635 gab es aufgrund der Pest zahlreiche Todesfälle.
1636 verkaufte das Domkapitel Augsburg den durch Krieg und Pest verwüsteten Ort für die Hälfte des Einstandspreises, nämlich 21000 Gulden (Silberäquivalent: 363,720 Tsd. Gramm) an den Generalkriegskommissar in Wien, R. von Wallmerode. Dieser sollte nur noch ein halbes Jahr leben, und deshalb kaufte das Domkapitel das Dorf am 3. Februar 1637 zum gleichen Preis von der Witwe wieder zurück. Der Vertrag wurde im Rathaus geschlossen.
1683 verkaufte das Domkapitel Augsburg 61 ¼ Morgen Wengert in Vierteln, also in 245 Grundstücken an Oeffinger Untertanen. Der Weinbau hatte sich zu einem bedeutenden Wirtschaftszweig entwickelt.

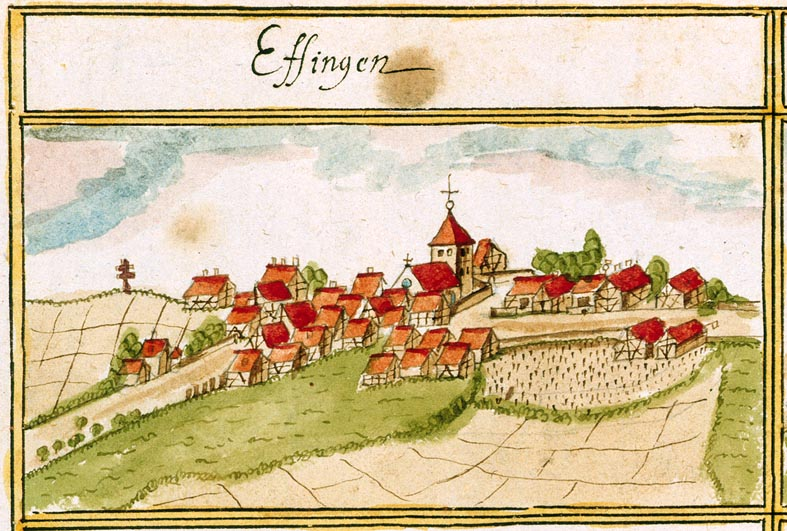
Forstkartenwerk von Andreas Kieser 1686

1686 zeigt das altwürttembergische Forstkartenwerk von Andreas Kieser das kleiner gewordene Oeffingen in der Schreibweise „Effingen“ mit 36 Gebäuden, davon sind etwa 24 Wohnhäuser. Es zeigt die Kirche und einen Weingarten im Bereich der heutigen Hauptstraße, Krähenstraße, Klosterstraße und Welzheimerstraße. Im Jahre 1350, vor dem demographischen Nadelöhr der Pest und des Dreißigjährigen Krieges waren es noch 62 bewohnte Häuser. Die Darstellung von Andreas Kieser ist die früheste noch verbliebene Darstellung von Oeffingen.
1696 wurde erstmals Schulunterricht in Oeffingen erwähnt:

### Erhebung zur Obervogtei

Patriarchenhochkreuz

Ab 1699 erhielt Oeffingen einen Obervogt, der zusätzlich zum Landamt Oeffingen für das Landamt Gmünd und Lorch zuständig wurde. Er hatte nun auch den Kirchenzehnten für die Dörfer Ellighofen, Klotzenhof, Metlang, Mittelschlechtbach, Oberbergheim, Oberkirnegg, Pliederwiesen, Reinhards, Wäschenbeuren und Wüstenriet einzuziehen. Für 1699 ist erstmals das Ortswappen, ein Patriarchenhochkreuz, nachgewiesen. Damals war das Hochkreuz goldfarben, und der Grund blau; heute ist es rot und der Grund silbern. Es ähnelt dem Staatswappen der slowakischen Republik.

### Wirtschaftliche Struktur im Jahre 1699
Es gab 8 Höfe als Erblehen, die täglich mit 4 Pferden dem Grundherrn Spanndienste zu leisten hatten. Im Verlaufe des 18. Jahrhunderts wurden die Höfe durch Erbschaft und Verkäufe aufgeteilt. Die Grundstücke waren nach der Aufteilung der Höfe an verschiedene Eigentümer nicht mehr im Zusammenhang zu bewirtschaften. Neue Maier wurden deshalb nicht mehr eingesetzt. 153 ¼ Morgen verkaufte der Grundherr, das Domstift 1683 und 1764 an die Einwohner. Als rechtliche Größe für die Bemessung der Naturalabgaben und der Frondienste, insbesondere der Rossfronden, blieben die Erblehen aber weiter bestehen. Die Grundstücke wurden jährlich neu aufgenommen, um die Steuern möglichst gleichmäßig zu verteilen. Ein Ortsbeamter und zwei Steuersetzer machten mit jedem einzelnen Bürger einen Durchgang und stellten die jährlichen Änderungen des Grundstücksbestands fest.
Außerdem gab es neun einzelne Lehen ohne Höfe, die ebenfalls bis ins 19. Jahrhundert bemessungsrechtlich weiter geführt wurden.

### Naturalabgaben im Jahre 1699
An das Domkapitel musste die Gemeinde jährlich Naturalabgaben abliefern:
| Steuerroggen:                                    | 34 | Scheffel  | ½ | Simri | (60,37hl)            | Roggen |
| Ewige Roggengült:                                | 10 | Scheffel  | 3 | Simri | (18,39hl)            | Roggen |
| Ewige Dinkelgült:                                | 10 | Scheffel  | 6 | Simri | (19,06hl)            | Dinkel |
| Ewige Hafergült:                                 | 12 | Scheffel  | 3 | Simri | 1 Vierling (21,99hl) | Hafer  |
| Beständige Weingart- oder Dinkelgült:            | 3  | Scheffel  |   |       | (5,32hl)             | Dinkel |
| Dinkelgefälle aus Ernten in fremden Gemarkungen: |    |           | 5 | Simri | (1,1hl)              | Dinkel |
| Vogt- und Rauchhafer insgesamt:                  | 15 | Scheffel, | 6 | Simri | 1 Vierling (27.37hl) | Hafer. |
Rauchhafer wurde nach Rauchfängen in den Häusern bemessen.
An Wein musste jährlich abgeliefert werden:
| Jährliches Weingefälle:    | 3½ | Eimer | (10,29hl) |
| Jährlich Ewiger Bodenwein: | 4¾ | Eimer | (13.96hl) |
| Lehen-Zehntwein:           | 1  | Eimer | (2,94hl)  |
| Ewiger Bodenwein:          | ¼  | Eimer | (73.48 l) |
Wein aus dem Oeffinger Weinkeller wurde an Allerheiligen teilweise in Natur auf die Domkapitulare verteilt.
Außerdem waren 118 Hühner und sonstiges Geflügel wie Gänse und Masthähne jährlich abzuliefern.
Die Gemeinde musste zusätzlich auch 803 Gulden (Silberäquivalent: 13, 908 Tsd. Gramm) in Geld abführen, und zwar aus der Besitzgült und der Metzgerakzise, einer Verbrauchsteuer, 203 Gulden und 600 Gulden für die Benutzung der Schafweide für 400 Schafe, also 1 Gulden 30 Kreuzer pro Schaf.
Mit den Erträgnissen der Landämter wurden die Domherren und teilweise der Domklerus versorgt.
Ab 1715 sind die Jahresrechnungen des allgemeinen Amt- und Marktfleckens Oeffingen in Geld, Früchten und Wein in der Registratur des Rathauses erhalten. Die Zusammenhänge zwischen Geld- und Warenwirtschaft werden deutlicher erkennbar:
Eine gänzliche Ruinierung der Feldfrüchte im Jahre 1707 durch einen Herzog von Württemberg verursachte einen Schaden von 11363 Gulden (Silberäquivalent 136,356 Tsd. Gramm). Ein Wetterschaden im Jahre 1757 wurde mit 10920 Gulden (Silberäquivalent 141,960 Tsd. Gramm) errechnet und im Jahre 1761 mit 15059 Gulden (Silberäquivalent 195,767 Tsd. Gramm).
Das Oeffinger Schlössle wurde 1739 an das Reichsstift Kempten für 1330 Gulden (Silberäquivalent 17,290 Tsd. Gramm) verkauft. Von dort fiel das Schlössle an das Königreich Bayern und die Gemeinde kaufte das Schlössle im Jahre 1808 für 1490 Gulden (Silberäquivalent 14,548 Tsd. Gramm) von Bayern zurück.
Eine Einquartierung von österreichischen und französischen Truppen 1744/1745 verursachte Auslagen der Dorfbewohner in Höhe von 5344 Gulden.(Silberäquivalent 70,962 Tsd. Gramm).

### Denkmäler für Donato Frisoni und Leopold Retti
1735 wurde der katholische Baumeister Donato Frisoni aus Laiano am Comer See (1683 bis 1735), der ehemalige Leitende Baumeister des Herzogs Eberhard Ludwig am Ludwigsburger Schloss in Oeffingen beerdigt. Sein Neffe Leopold Retti (1705 bis 1751) folgte ihm nach. Für Katholiken war es damals üblich, auf katholischen Friedhöfen beerdigt zu werden. Retti wirkte als Oberbaumeister am Innenausbau des Ludwigsburger Schlosses mit. Von 1744 bis zu seinem Tode war er mit Planung und Bauleitung des Stuttgarter „Neuen Schlosses“ beauftragt. Für Frisoni und Retti wurde je ein Denkmal aus Sandstein errichtet, und diese wurden – zwischenzeitlich unansehnlich geworden – als Torpfosten des Eingangstors zum Friedhof zweckentfremdet. Im Jahre 1965 beauftragte das Landesamt für Denkmalpflege den Bildhauer Unkauf mit einer Kopie der beiden Denkmäler. Diese sind seit 1966 im alten Friedhof nahe dem Kirchturm aufgestellt. Die Originale befinden sich in der Kirche.

### Württembergisches Weinembargo
Das Herzogtum Württemberg fand den Handel der Enklave Oeffingen mit dem preiswerten und beliebten Neckarwein als zunehmend störend. Ab 1750 durfte Oeffingen nicht mehr in die nahe Umgebung ausführen. Die Landwirtschaft wurde wieder auf Ackerbau und Viehzucht zurückgedrängt. Es entstand eine große Notlage, weil die Erlöse aus dem Weinverkauf im Laufe der Zeit zur nahezu einzigen Geldquelle der Oeffinger geworden waren. Auch die Durchlieferung des Weins an Dritte wurde durch Einlassgelder, Beförderungs-, Durchfahrts- und Ablagegebühren schikanös behindert. Ein Eimer (2, 94 hl) hatte einen Verkaufspreis von 15 Gulden. Das Einlassgeld betrug fünf Gulden. Für die Beförderung des Weins durch württembergisches Gebiet mussten je Eimer 45 Kreuzer Durchlassgebühr entrichtet werden. Der Erlös wurde also um 38,7 % gemindert. Der Verkaufspreis eines Liters Wein belief sich auf etwas mehr als drei Kreuzer; man kann sich diesen Betrag mit 0,78 € vorstellen. Die Dorfbewohner beschwerten sich heftig und das Domkapitel Augsburg wandte sich 1756 mit der Bitte um Aufhebung der Weinsperre an das Herzogtum Württemberg. Der Erfolg blieb aus.

### Erhebung zum Marktflecken
1753 wird Oeffingen erstmals in der Steuerbeschreibung eines reichsritterschaftlichen Kommissars als Marktflecken bezeichnet und erhält einen Teil der Stadtrechte. 1764 wurde ein neues Steuer- und Gültbuch eingeführt; letzteres für die Beurkundung und Quittierung der Getreideabgaben an den Grundherrn, das Domstift.
1764 verkauft das Domstift Augsburg 62 Morgen Acker seiner herrschaftlichen Güter in kleinen Flächen an die Oeffinger Untertanen – 1683 waren es noch Weingärten. Damit konnten sie nach der Bauernbefreiung Voll- und Mittelbauern werden und wurden nicht landarme, auf Lohnarbeit angewiesene Kätner, Büdner oder Kossäten nach preußischem Vorbild.

### Franziskanerhospitium
Weil trotz des Augsburger Religionsfriedens vom Herzogtum Württemberg immer wieder Versuche ausgingen, in Oeffingen die Reformation einzuführen, wurde 1772 das Franziskanerhospitium, ein kleines, unselbständiges Franziskanerkloster, erbaut. Aufgrund des Reichsdeputationshauptschlusses fiel das Domstift Augsburg 1803 an Bayern und Bayern löste das Kloster auf. Gelände, Gebäude, Kirche und Inventar des Klosters wurden verkauft. Die Altäre der Klosterkirche und der Kreuzweg sind bis zum heutigen Tage in der St. Barbara-Kirche im benachbarten Stuttgart-Hofen aufgenommen. Ebenfalls noch vorhanden ist die Orgel der Klosterkirche, sie wird in der Pfarrkirche St. Urban und Vitus in Neuhausen bei Pforzheim verwendet.

### Grundabriss des Fleckens Oeffingen

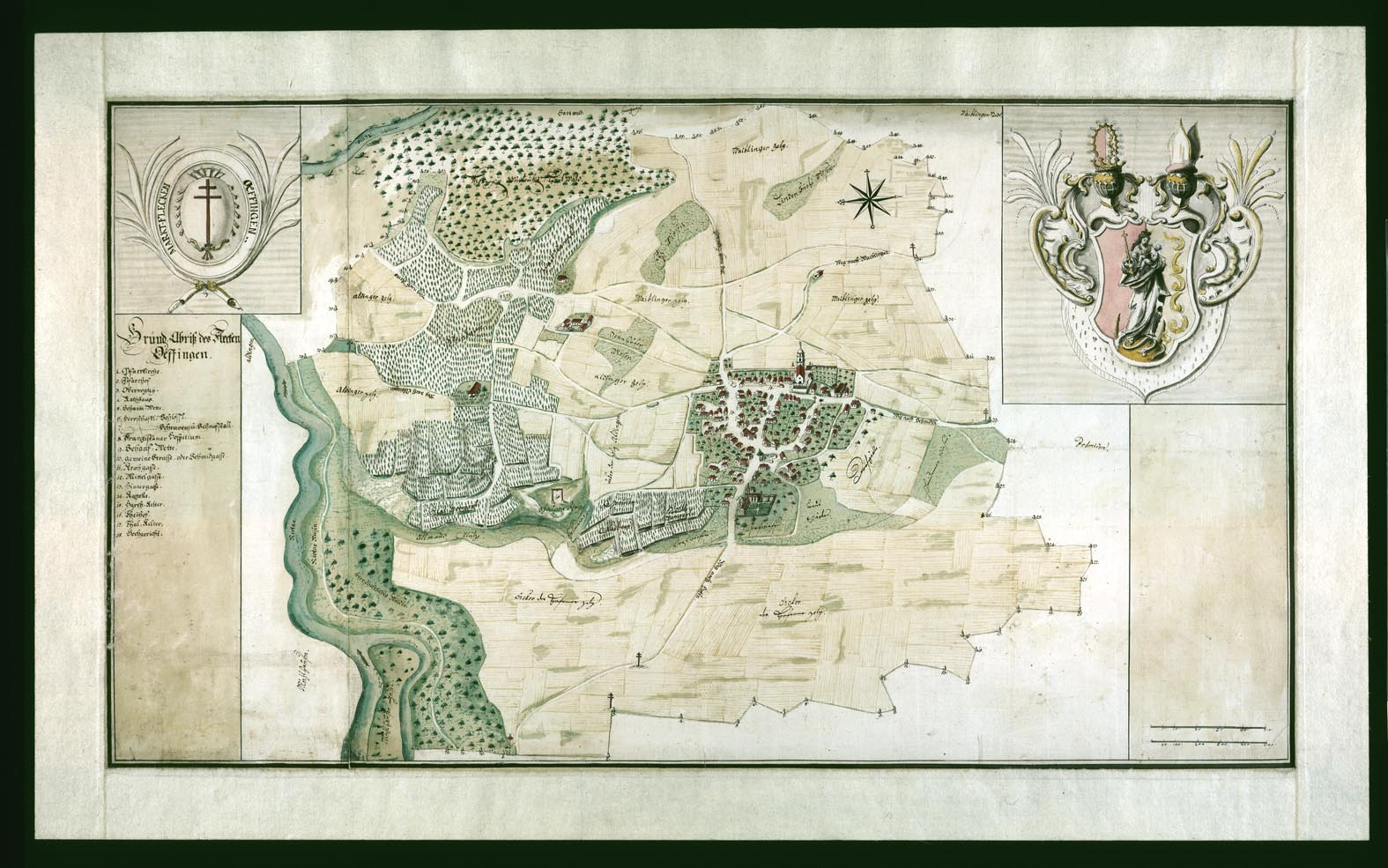
Grundabriss 1775

Aus dem Jahr 1775 kommt die zweite wichtige Darstellung Oeffingens im Bild, der Grundabriss des Fleckens Oeffingen mit Erklärungen. Gezeigt werden die Kirche, das Franziskanerhospitium, das damalige Rathaus, die Feldkapelle am Wege nach Waiblingen, der Tennhof und der Galgen.
Der Kirchturm ist heute niedriger, denn die obere Achtecketage ist abgetragen. Der neue, schlanke Helm ruht heute auf der unteren Achtecketage. Der Saalbau der Kirche ist kaum breiter als der Turm. Der Friedhof liegt eng rings um die Kirche, und nicht nordöstlich daneben wie heute. Das Rathaus steht an der Ecke Krähenstraße/Klosterplatz.
Das Schlössle war niederer, denn der obere Fachwerkstock wurde erst 1827 aufgesetzt, um der Schulraumnot ein Ende zu bereiten. Erhalten geblieben ist die Obervogtei in der Hauptstraße 37 mit dem Bilde „Maria mit dem Kinde“.
Noch sieht man ausgedehnte Weingärten, obwohl die württembergische Weinsperre seit 1750 ein empfindliches Handelshemmnis war. 1775 dürfte der Anteil der Reben noch 30–40 % der landwirtschaftlich genutzten Flächen eingenommen haben.
Die Feldkapelle „zum Heiligen Kreuz“ am Weg nach Waiblingen hat überdauert. Auch die Stuckierung im Innenraum ist noch vorhanden. Sie wurde am Ende des 16. Jahrhunderts durch einen Angehörigen der „Wessobrunner Schule“ geschaffen. Als „Wessobrunner Schule“ bezeichnet man die durch die gemeinsame Herkunft aus Wessobrunn in Oberbayern geprägten Stuckatore und Baumeister. Vom 16. bis zum 18. Jahrhundert gestaltete die Wessobrunner Schule Kirchen, Schlösser und Klöster und beeinflusste die Stuckkunst in Süddeutschland.
Die abgebildeten Wegkreuze gibt es nicht mehr, sie leben aber noch weiter in den Flurnamen „beim Schmidener Kreuz“ und „beim Aldinger“ Kreuz. Ersetzt wurden die Wegkreuze auf dem Fußweg nach Hofen, auf dem heute noch der Hofener Bittgang stattfindet. Auch der Galgenberg lebt nur noch als Flurname weiter.

### Oeffingen wird dem Königreich Württemberg angegliedert
1810 einigten sich Bayern und das von Napoleon 1806 zum Königreich erhobene Württemberg in einem Grenzausgleichsvertrag darauf, dass Oeffingen zu Württemberg kommt. Der Vertrag wurde am 18. Mai 1810 geschlossen. Am 6. November nahm das Königreich Württemberg den Ort in Besitz und unterstellte Oeffingen dem Oberamt Cannstatt. Am 10. Dezember 1810 übernahm das Kameralamt Waiblingen die Gemeindeakten, und 12 Feuergewehre, einen Spieß und 13 Säbel der Musketiere. Der von Bayern aus dem Amt entfernte Franz Ferdinand Bobinger wurde erster württembergischer Schultheiß in Oeffingen; er war damit Diener dreier Herren.
Erstmals seit 441 Jahren gehörte Oeffingen wieder zu Württemberg, das sich vom Lehensverband zum Flächenstaat weiterentwickelt hatte. Das Königreich seinerseits war Mitglied des 1815 gegründeten Deutschen Bundes, einem Staatenverbund deutscher Einzelstaaten, zu dem auch Österreich und Preußen gehören.
1809/1810 erlebte Oeffingen die zweite Einquartierung französischer, diesmal napoleonischer Truppen mit 33 Offizieren, 1897 Mann und 832 Pferden. Sie sollten den österreichischen Versuch niederschlagen, den Einfluss Napoleons auf Europa militärisch zu beenden.

### Aufhebung der Lokal-Leibeigenschaft, bestehen bleibende Naturalabgaben
1817 verkaufte das Königreich Württemberg die nach 1683 noch beim Domstift Augsburg verbliebenen Herrschaftsweinberge an Oeffinger Bürger.
1817 hob das Königreich Württemberg die Lokal-Leibeigenschaft auf. Die nunmehr freien Leute konnten die auf der Leibeigenschaft beruhenden Grundlasten mit dem 16-fachen des Jahresbetrages ablösen. Die Oeffinger entschieden sich einheitlich für die Ablösung. Abgelöst wurden unter anderem 18 Scheffel, 1 Simri und 2 Vierling (32,24 hl) Rauch- Zoll- und Vogthafer.
Nicht abgelöst wurden andere, steuerähnliche Grundabgaben, die größtenteils an das Königreich Württemberg abzuliefern waren, nämlich 8 Gulden, 16 Kreuzer in Geld, 147 Scheffel, 3 Simri und 3 Vierling (261,39hl) Dinkel, 94 Scheffel, 7 Simri und 1 Vierling (168,22 hl) Hafer, 73 Scheffel, 7 Simri (130,94hl) glatte Früchte, also die Getreidearten Kern und Roggen und 18 Eimer, 13 Immi und 8 ¾ Maß (40,76 hl) Wein
Der Blutzehnte (Tiere) ging an die Pfarrei Oeffingen und der Obstzehnte an die Pächter des Tennhofes.
Der Predigerhof und der Salmannsweilerhof wurden erst 1844 von den Abgabepflichten befreit und mussten auch den Ablösebetrag erst später bezahlen.
Rund fünfzig Jahre vor der vollständigen Abschaffung der Naturalabgaben und der nicht metrischen Maße erinnert eine farbige Zeichnung des „Oeffinger Kastenknechts“ aus dem Jahre 1822 daran, wie der Bauer das Getreide in einem gestrichenen, also nicht gehäuften Scheffel durch die Jahrhunderte hindurch dem Fruchtkasten des Grundherrn abzuliefern hatte. Erläutert werden die Hohlmaße: „1 Scheffel hat 8 Simery, 1 Simery hat 4 Vierling, 1 Vierling hat 4 Ecklein“. Ein Scheffel fasste in Württemberg 177,246 l.
1818 gab es in Oeffingen 142 bewohnte Häuser und 434,25 ha Landwirtschaftsfläche.

### Oeffingen in gemeindlicher Selbstverwaltung
1819 setzte Württemberg noch vor Preußen, Bayern, Sachsen und Baden den Grundsatz der gemeindlichen Selbstverwaltung in seiner neuen Verfassung um. Das kommunale Leben entwickelte sich von nun an stetig, aber mit Unterbrechungen durch drei Kriege mit ihren Zerstörungs-, Aufbau- und Erholungsphasen.
Oeffingen benötigte jetzt ein zweites Schulzimmer, und dieses wurde 1823 im Obergeschoss des Schlössle in einem Ratszimmer eingerichtet. 1827 wurde dem Schlössle ein zweites Obergeschoss aufgesetzt, und ein notwendig gewordenes drittes Schulzimmer wurde im Erdgeschoss eingerichtet.
1823 erwarb die Gemeinde die Kelter von der königlich-württembergischen Finanzkammer und 1838 die Schafweide.
1821/1822 wurde der Kirchturm niedriger gemacht. Die Kirchengemeinde versuchte die Kosten auf das Königreich Württemberg als Patronatsherrin abzuwälzen. Ein Prozess ergab, dass die Kirchenbaulast nicht mehr wie früher dem Patronatsrecht folgt; eine Klage der Gemeinde gegen das Königreich wird abgewiesen. Eine schematische Ansicht der Pfarrkirche mit dem Saalbau und dem Pfarrhof zeigt eine im Diözesanarchiv Rottenburg aufbewahrte kolorierte Zeichnung aus dem Jahre 1823.
1826 breitete sich eine Pockenepidemie auch in Oeffingen aus. Die Einwohnerzahl stieg trotzdem spürbar von 868 Einwohnern im Jahre 1829 auf 931 im Jahre 1840. Es gab im Jahre 1844 in Oeffingen 213 Wohngebäude und 173 Stallungen. Es herrschte Freizügigkeit im Königreich Württemberg, so dass sich 1862 der erste Evangelische in Oeffingen ansiedeln konnte.
1829 wurde der Friedhof um ein weniges nach Osten, an seinen heutigen Ort verlegt.
1836 wechselte Oeffingen vom Zuständigkeitsbereich des Kameralamts Waiblingen in den des Kameralamts Cannstatt.

### Mechanisierung, Freizeitgestaltung, öffentliche Einrichtungen und Vergrößerung des Wirtschaftsraums
1832 hat Oeffingen die Folgen der napoleonischen Kriege weitgehend überwunden. Die 887 Einwohner waren in relativ guten Vermögensverhältnissen. Ackerbau und Weinbau, nicht jedoch der Obstanbau bildeten die Lebensgrundlage. Der Ort hatte vier Gastwirtschaften und mehrere Gewerbebetriebe. Die Industrialisierung setzte später ein als in Orten mit Bodenschätzen oder Energiequellen. Es fehlt ein Wasserlauf zum Betrieb von Mehl- oder Schneidemühlen. Auf dem angrenzenden Neckar waren Schiffmühlen wie auf Rhein, Elbe oder Mulde nicht im Gebrauch. Unter den Gewerbetreibenden befanden sich zwölf Maurermeister, eine Cichorienfabrik, eine Tabakfabrik, eine Kartonfabrik und je eine Fabrik für Polster- und Füllwatte und Federkiele.
1836 wurde der Gesangverein Liederkranz als ältester Verein Oeffingens gegründet.
1840 wurde der schmale Vorgängerbau der heutigen katholischen Kirche als größerer, aber ebenfalls schlichter Bau im Finanzkammerstil für 10 000 Gulden (Silberäquivalent 95,490 Tsd. Gramm) errichtet. Die Kirche wurde bis 1937 kontinuierlich ausgebaut und am 16. Juli 1944 durch Bomben schwer beschädigt.
1861 erhielt Oeffingen Anschluss an die Eisenbahn; der nächste Bahnhof ist Fellbach.
1870/1871 nahmen auch Oeffinger in bislang unbekannter Zahl am Deutsch-Französischen Krieg teil. Kriegsbegeisterung herrschte nicht. Die Veteranen erzählten ihr Kriegserlebnis dennoch bis in die erste Hälfte des 20. Jahrhunderts.
1871 wurde das Königreich Württemberg Gliedstaat des Bundesstaates „Deutsches Reich“, womit herkömmliche Schranken der Wirtschaft fielen. Ein Jahr später wurden erstmals deutschlandweit metrische Maße (Meter, Liter, Kilogramm) eingeführt.
1873 wurde die Mark als nationale Währung ebenfalls auf metrischer Basis eingeführt; die Kaufkraft einer Mark kann man sich mit etwa 6,50 € vorstellen. 1 Mark entspricht 35 Kreuzern süddeutscher Währung; drei Mark entsprechen einem Taler norddeutscher Währung.
1880 genehmigte das Königreich Württemberg die Einrichtung der ersten Postagentur, die mutmaßlich im Schlössle eröffnet wurde. 1892 wurde dann eine Posthilfsstelle eingerichtet. 1923 gingen 613 Pakete in Oeffingen ein und 278 wurden aufgegeben. 40 Telegramme kamen an und 32 wurden aufgegeben.
1886 wurde die Freiwillige Feuerwehr Oeffingen gegründet. 1891 hatte sie schon 86 Mann und es wurde eine Saugfeuerspritze angeschafft, die 386 l Wasser pro Minute fördern konnte. 1910 wurde ein separates Feuerwehrhaus gebaut.
1889 wurde das heute noch bestehende Gasthaus „Zur Traube“ errichtet.
1898 wurde der katholische Arbeiterverein gegründet. 1899 hatte er 33 aktive und 15 Ehrenmitglieder. Erster Präses war Pfarrer Keilbach und der erste Vorstand war Benedikt Storz bis 1925. Hauptaufgabe des Vereins war Bildung und Schulung der Mitglieder auf sozialem, religiösem wirtschaftlichem und politischem Gebiet, insbesondere auf der Basis der Sozialenzyklika „Rerum Novarum“ von Papst Leo XIII.
Die bevölkerungsreiche Stadt Stuttgart gab zuwandernden Handwerkern und Gewerbetreibenden in Oeffingen ein Auskommen. Dennoch galten nur die Bauern als wohlhabend und Arbeiter als mittellos. Der Weinbau war stark geschrumpft und umfasste nur noch 4,5 % der Gesamtaufbaufläche. Nach der Beschreibung des Oberamts Waiblingen von 1895 entfielen 89 % der Anbauflächen auf den Ackerbau und 6,5 % auf Wiesen und Weideland. Viele Bauern waren Voll- und Mittelbauern. Zu Beginn des 20. Jahrhunderts war der Ort nicht reich, aber wirtschaftlich solide.
1889 scheiterte die Gründung des Turnvereins, gelang aber im Jahr 1897. 1900 feierte der Turnverein schon das neue Jahrhundert und gibt 2.60 M für das Feuerwerk aus; 1901 hatte der Turnverein 36 Mitglieder und 8 Zöglinge und 1911 betrug der Mitgliedsbeitrag im Turnverein 20 Pf im Monat. 1908 erwarb der Turnverein eine gebrauchte Turnhalle von Fellbach, die erst 1935 aufgegeben wurde und 1936 durch ein Vereinsheim ersetzt wurde.
1902 errichteten Fellbach, Schmiden und Oeffingen zusammen eine Wasserversorgung. Die bisherigen Schöpfbrunnen wurden zwar ihrer Aufgabe noch gerecht und Trinkwasser wurde nicht ernsthaft knapp. Aber die Arbeits- und Zeitersparnis fiel ins Auge, denn in Württemberg wurden seit 1862 mehrere zentrale Wasserversorgungen in Betrieb genommen. Das Wasser wurde in der Gemarkung von Aldingen bei den drei Fischweihern am Neckar aus dem Grundwasser gepumpt und in das Hochreservoir auf dem 462 m hohen Kappelberg östlich von Fellbach gefördert. Ein Gasmotor von 50 bis 60 PS trieb die Pumpe an, die 30–50 l pro Sekunde leistete. Das Hochreservoir bestand aus Beton und fasste 800 m³. Vom Kappelberg wurde das Wasser mit natürlichem, gleichmäßigen Druck des Gefälles durch Röhren zu den einzelnen Häusern geleitet. Die Anlage kostete 360 000 Mark; auf Oeffingen entfielen 60 000 Mark. Das Uferfiltrat wurde bis 1935 verwendet und teilweise auch nach Stuttgart-Untertürkheim und Bad Cannstatt geliefert. 1935 sank das Grundwasser wegen einer Neckarkorrektur und Oeffingen erhielt fortan Wasser aus der Landesversorgung. Das Bodenseewasser wird ab 1963 benötigt.
1910 wurden erstmals Teile von Oeffingen mit elektrischem Strom versorgt; es wurden gleichzeitig die ersten elf Straßenlampen aufgestellt.

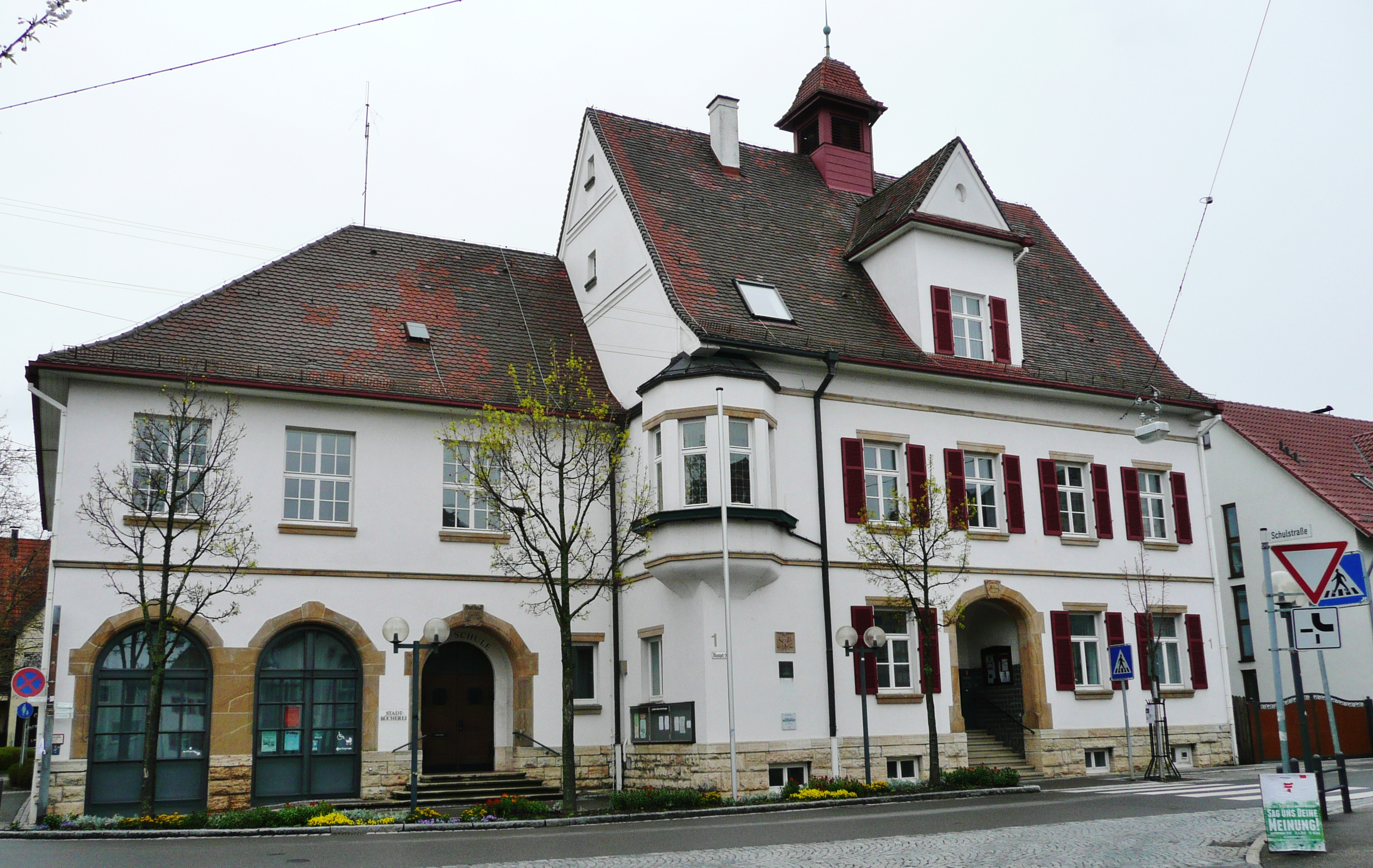
Ehemaliges Schul- und Rathaus

1911/1912 wurde das Schul- und Rathaus in der heutigen Hauptstraße 1 für 90 000 Mark errichtet, wo sich jetzt die Verwaltungsstelle der Stadtverwaltung Fellbach, die Stadtbibliothek und das in Württemberg staatliche Notariat befinden.
1913 wurde die durchgehende Nummerierung der Häuser aufgehoben und das heute übliche System von Straßennamen und Hausnummern eingeführt.
Am Ersten Weltkrieg von 1914 bis 1918 nahmen 193 Oeffinger teil. Den 32 Gefallenen ist ein schlichtes Denkmal am Friedhofseingang gewidmet. 16 Oeffinger gerieten in Kriegsgefangenschaft. Die Bausubstanz von Oeffingen blieb aber unzerstört, denn die Front war in weiter Entfernung und Bombardierungen aus der Luft blieben Einzelfälle, die Oeffingen nicht trafen.
Der Volksstaat Württemberg löste 1923 das Oberamt Cannstatt auf und Oeffingen kam zum Oberamt Waiblingen.
1928 hatte Oeffingen 1115 Einwohner und gehörte zum Ballungsraum Stuttgart. 1929 wurde Hofen nach Stuttgart eingemeindet. Stuttgart wollte auch Fellbach, Schmiden und Oeffingen eingemeinden. Die traditionelle Verbundenheit zum ebenfalls katholisch gebliebenen Hofen machte sich bemerkbar und Oeffingen wollte nach Stuttgart folgen. Fellbach und Schmiden winkten ab, eine Eingemeindung von Oeffingen unterblieb vorerst.
1929 wollten Frauenturnerinnen als eigene Abteilung in den Turnverein aufgenommen werden. Der Verein lehnte ab, stellte ihnen aber die Halle auf eigenes Risiko zur Verfügung.

### Nationalsozialismus
Der ab 1933 herrschende, antisemitische und neuheidnische Nationalsozialismus versuchte den hergebrachten Oeffinger Katholizismus zu vernichten. Im 37. Jahre seines Bestehens wurde der katholische Arbeiterverein im Juni 1935 wegen drohender Repressalien aufgelöst. Erst 1954 konnte er seine Tätigkeit unter der Bezeichnung „Katholisches Werkvolk Oeffingen der Diözese Rottenburg, Gau Stuttgart“ wieder aufnehmen.
1935 verlor die Gemeinde ihr Recht auf Selbstverwaltung zugunsten der nationalsozialistischen Reichsgewalt. Die Gemeinde wurde in „Öffingen“ umbenannt.
1936 widersetzten sich Oeffinger Mütter der Einführung der „Deutschen Schule“ und der damit verbundenen Abschaffung des Religionsunterrichts.
Bei der Kreisreform während der NS-Zeit in Württemberg gelangte Oeffingen 1938 zum Landkreis Waiblingen.
Am 3. September 1942 wurde der aus Oeffingen stammende Pallottiner-Pater Albert Eise, ein Protagonist der erneuernden katholischen „Schönstatt-Bewegung“ im Konzentrationslager Dachau bei München durch absichtlichen Entzug von Nahrungsmitteln ermordet. Nach ihm ist eine Straße benannt.
Am Zweiten Weltkrieg nahmen 550 Oeffinger als Angehörige militärischer Formationen teil, 78 fielen, 31 sind vermisst. Sie sind ebenfalls auf dem Kriegerdenkmal erwähnt. Am 16. Juli 1944 wurde Oeffingen durch ein amerikanisches Bombardement fast völlig zerstört. Es gingen 230 schwere Sprengbomben, eine schwere Mine, 60 schwere Flüssigkeitsbrandbomben und etwa 8000 Stabbrandbomben nieder. Der Gesamtschaden wurde auf 3,5 Millionen RM geschätzt. Nicht getroffen wird das Gebäude der Obervogtei in der Hauptstraße, die Kirche, das Rathaus und das Schlössle.

### Nachkriegszeit
1945 wurde Oeffingen amerikanisch besetzt, und so blieb die Eigentumsordnung erhalten und damit auch der Zuschnitt der Grundstücke. Durch Proklamation des Oberbefehlshabers der amerikanischen Streitkräfte in Deutschland wurde das Land Württemberg-Baden gebildet, zu dessen Gebiet der Landkreis Waiblingen und damit die Gemeinde Oeffingen gehört. Die gemeindliche Selbstverwaltung wurde wieder eingeführt.
1946 bezeichnete die Gemeindeverwaltung auf ihren Dienstsiegeln die Gemeinde ohne Gemeinderatsbeschluss wieder in der alten Schreibweise „Oeffingen“. Der erforderliche Gemeinderatsbeschluss wurde 1956 nachgeholt.
1948 ging der Mangel an Baumaterialien mit der Einführung der Deutschen Mark an Stelle der entwerteten Reichsmark und einer umfassenden Deregulierung der Wirtschaft zu Ende, und damit begann der Wiederaufbau. Die neuen Gebäude wurden oftmals auf den alten Kellern und Fundamenten wieder errichtet, so dass das Ortsbild zum Teil in den Grundrissen weiterlebt. Im Jahre 1950 waren fast alle abgebrannten und zerstörten Häuser wieder aufgebaut.
Der Zweite Weltkrieg zog nicht den nach Kriegen üblichen Bevölkerungsschwund nach sich, sondern führt durch Geburtenzuwachs und Zuwanderung von Vertriebenen und Flüchtlingen zu einem Bevölkerungszuwachs. Die Einwohnerzahl stieg von 1640 im Jahre 1939 auf 2020 im Jahre 1959. 1956 wurden 420 deutsche Heimatvertriebene aus der Tschechoslowakei und aus dem Reichsgebiet jenseits von Oder und Lausitzer Neiße gezählt. Hinzu kommen noch Flüchtlinge aus Mitteldeutschland, das unter sowjetischer Besatzungshoheit stand (1949–1989 „Deutsche Demokratische Republik“). Es kamen aber auch deutschsprachige Rückwanderer aus anderen Ländern, z. B. der Ukraine, die zunächst auf dem Tennhof untergebracht wurden und ab 1947 eine Unterkunft im Dorf finden konnten.
1952 veröffentlichte Anton Plappert (* 28. März 1899), Oeffingens bedeutsamster Heimatforscher, sein Buch: „Oeffingen im Wandel der Zeiten“ im Selbstverlag. Im selben Jahr wurde Oeffingen Bestandteil des neu gegründeten Bundeslandes Baden-Württemberg.
1954 wurden die Frauenturnerinnen nach 25-jähriger Wartezeit als eigene Abteilung in den Turnverein aufgenommen; auch eine Faustballabteilung wurde gegründet; 1955 hatte der Turnverein mehr als 200 Mitglieder.
1956 wurde die Schillerschule und die neue Turn- und Gemeindehalle eingeweiht. 1962 wurde ein Erweiterungsbau der Schillerschule errichtet.
1958 begannen Schmiden und Oeffingen gemeinsam den Bau einer Abwasserkläranlage.
Ab 1963 beginnt Oeffingen, Trink- und Brauchwasser aus dem Bodensee zu beziehen. Insbesondere Brauchwasser war knapp geworden. Zur Aufrechterhaltung des Wasserdrucks wurde ein 30 m hoher Wasserturm im Hartwald errichtet.

### Die Kirchen
1964 wurde die evangelische Johanneskirche fertiggestellt und durch den Evangelischen Landesbischof Haug eingeweiht. Planender Architekt war Prof. E. Fritz aus Stuttgart. Die Zahl der Evangelischen ist seit der Zugehörigkeit zu Württemberg stetig gestiegen:
1861 zog der erste Evangelische zu. 1905 waren von 940 Einwohnern 47 evangelisch. 1925 waren von 1121 Einwohnern 54 evangelisch. 1948 waren von 1842 Einwohnern 265 evangelisch. 1988 waren von 6084 Einwohnern 1890 evangelisch. 2007 waren von 6872 Einwohnern 2875 katholisch, 2017 evangelisch und 1980 andere.
Der Saalbau der katholischen Kirche St. Nabor wurde von 1966 bis 1968 durch einen neuen ersetzt, weil er zu klein wurde und wegen schwerer Bombenschäden nicht mehr sanierungsfähig war. Die dem Planer gestellte Aufgabe war, den Neubau mit dem denkmalgeschützten und erhaltenswürdigen Kirchturm aus dem Jahre 1457 in Einklang zu bringen. Der neue Saalbau wurde deshalb im Pfarrgarten getrennt vom Turm errichtet, so dass beide Gebäude sich nicht gegenseitig stören und der Funktionszusammenhang trotzdem gewahrt bleibt. Planer war Emil Steffann, ein prominenter deutscher Kirchenarchitekt der zweiten Hälfte des zwanzigsten Jahrhunderts. Die Kirche ist 38,25 m lang, 26,25 m breit und bietet mehr als 600 Sitzplätze. Sie ist außen aus Naturstein gemauert und erinnert unaufdringlich an die in Oeffingen mehr als 1600 Jahre erhaltene christliche Tradition. Die Kirche wurde 1968 durch den Bischof Carl Joseph Leiprecht geweiht. Die Kirche verlor ihren alten Namen St. Nabor, Basilides, Cyrinus und Nazarius und trägt nun den Namen „Christus König“. Der alte Saalbau von 1840 wurde 1976 abgebrochen und die Renovierung des alten Kirchturms ist seit 1978 abgeschlossen.

### Gemeindliche Entwicklung von 1965 bis 2010

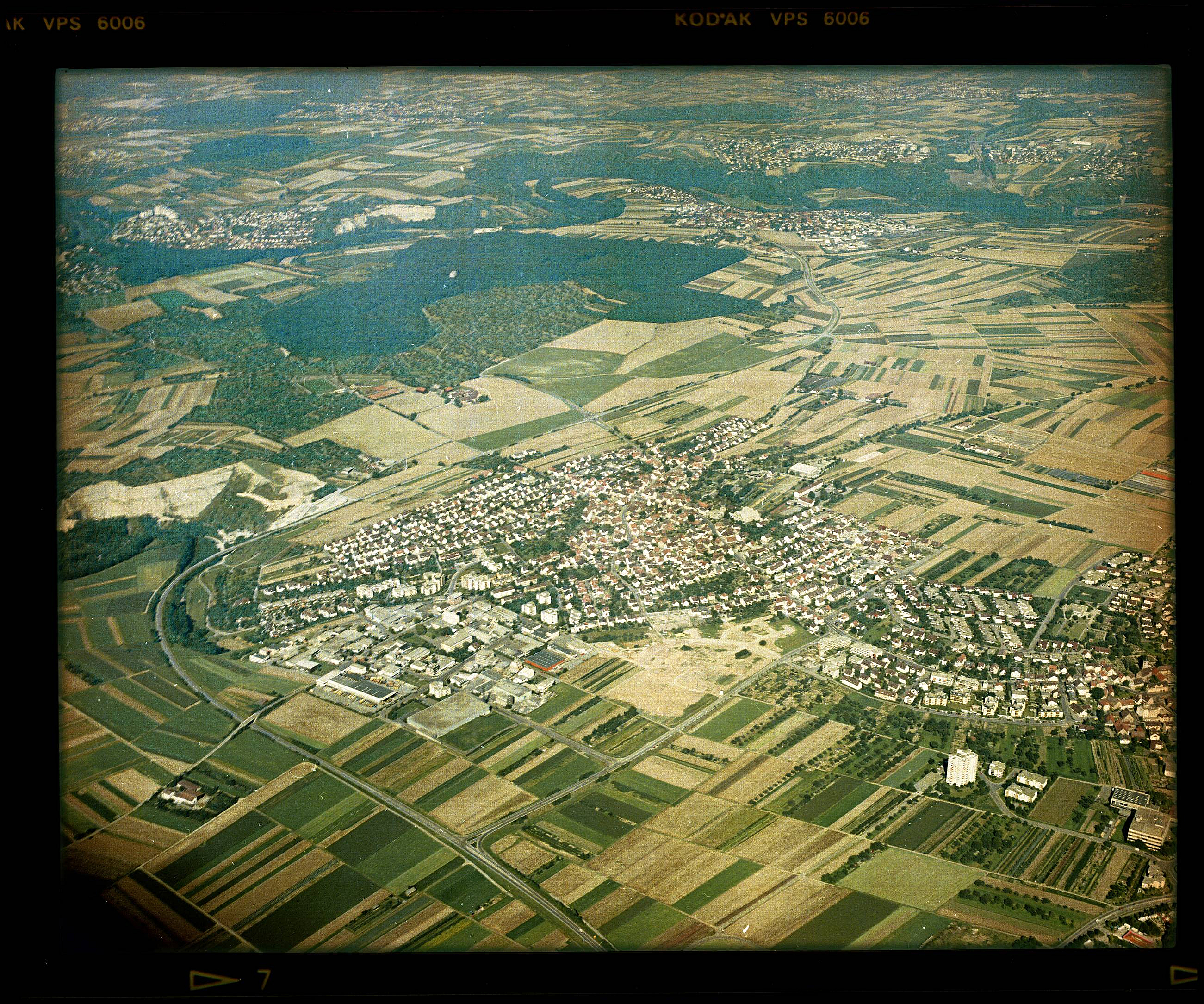
Oeffingen 1985 – aus dem Luftbildarchiv von Erich Merkler

1965 gründete der Turnverein 1897 eine Fußball – Jugendgruppe, 1968 die Fußballabteilung und 1973 die Tennisabteilung.
1968 wurde der Keltersportplatz eingeweiht, 1974 wurden fünf Tennisplätze, 1976 die neue Sporthalle, und 1978 das neue Vereinsheim des Turnvereins, das das alte von 1936 ersetzt und 1984 der neue Sportplatz „Tennwengert“.
Bei der Kreisreform in Baden-Württemberg kam Oeffingen am 1. Januar 1973 zum Rems-Murr-Kreis.
1974 wurde Oeffingen ein Jahr nach der Nachbargemeinde Schmiden nach Fellbach eingemeindet. In den Eingliederungsvertrag vom 21. Dezember 1973 wurde auch die Errichtung der 1976 eingeweihten Sporthalle aufgenommen. Oeffingen stehen sechs Stadtratssitze nach den Grundsätzen der unechten Teilortswahl zu.

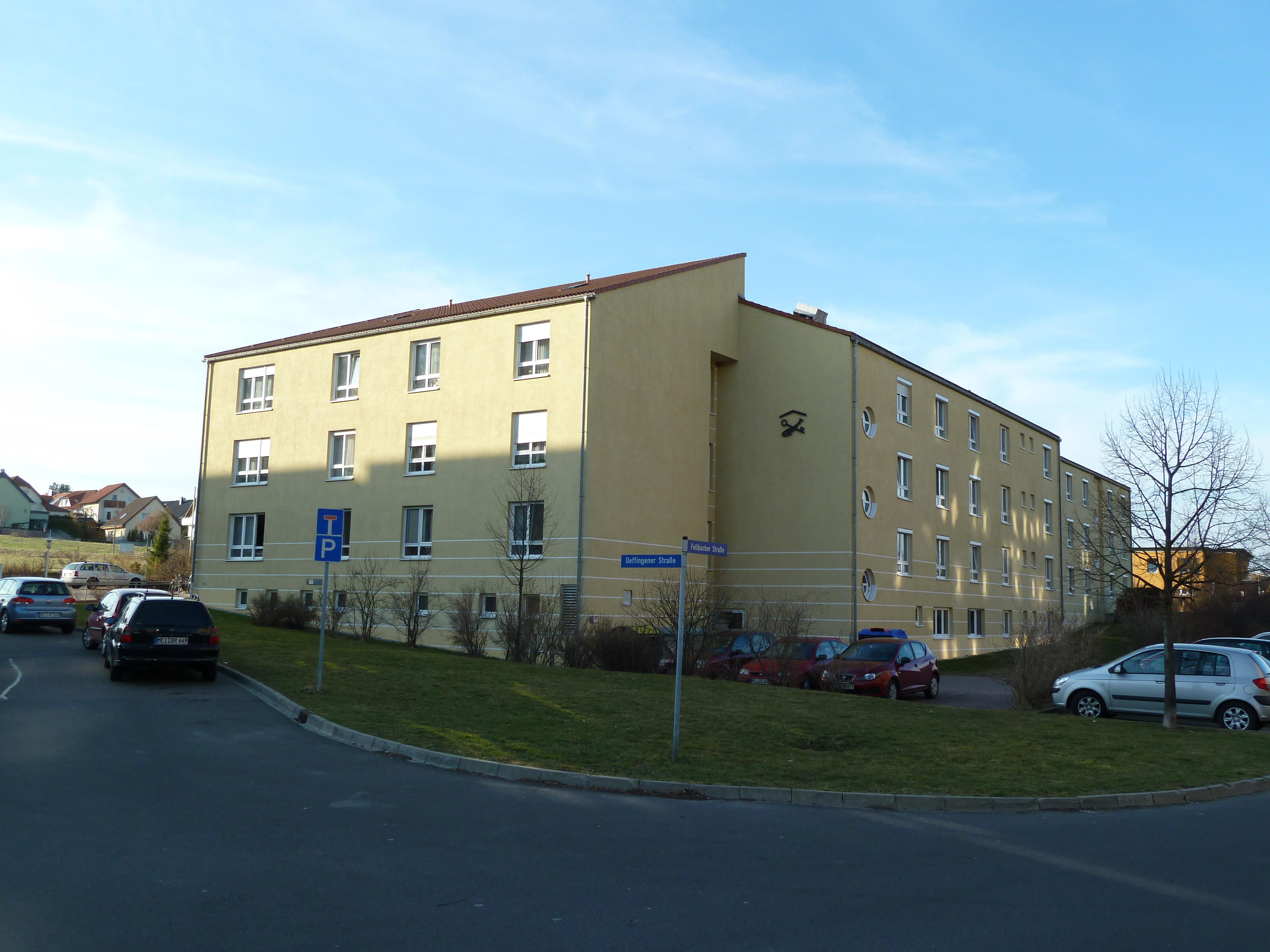
Oeffingener Straße in Meißen 2011

1987, zwei Jahre vor dem Zusammenbruch der „Deutschen Demokratischen Republik“, schloss Fellbach eine innerdeutsche Städtepartnerschaft mit der ältesten sächsischen Residenzstadt Meißen.
1988 begann in einem östlichen Wohngebiet Meißens in Richtung Niederau der Bau einer Fellbacher, Schmidener und „Oeffingener“ Straße – in meißnischer Schreibweise.

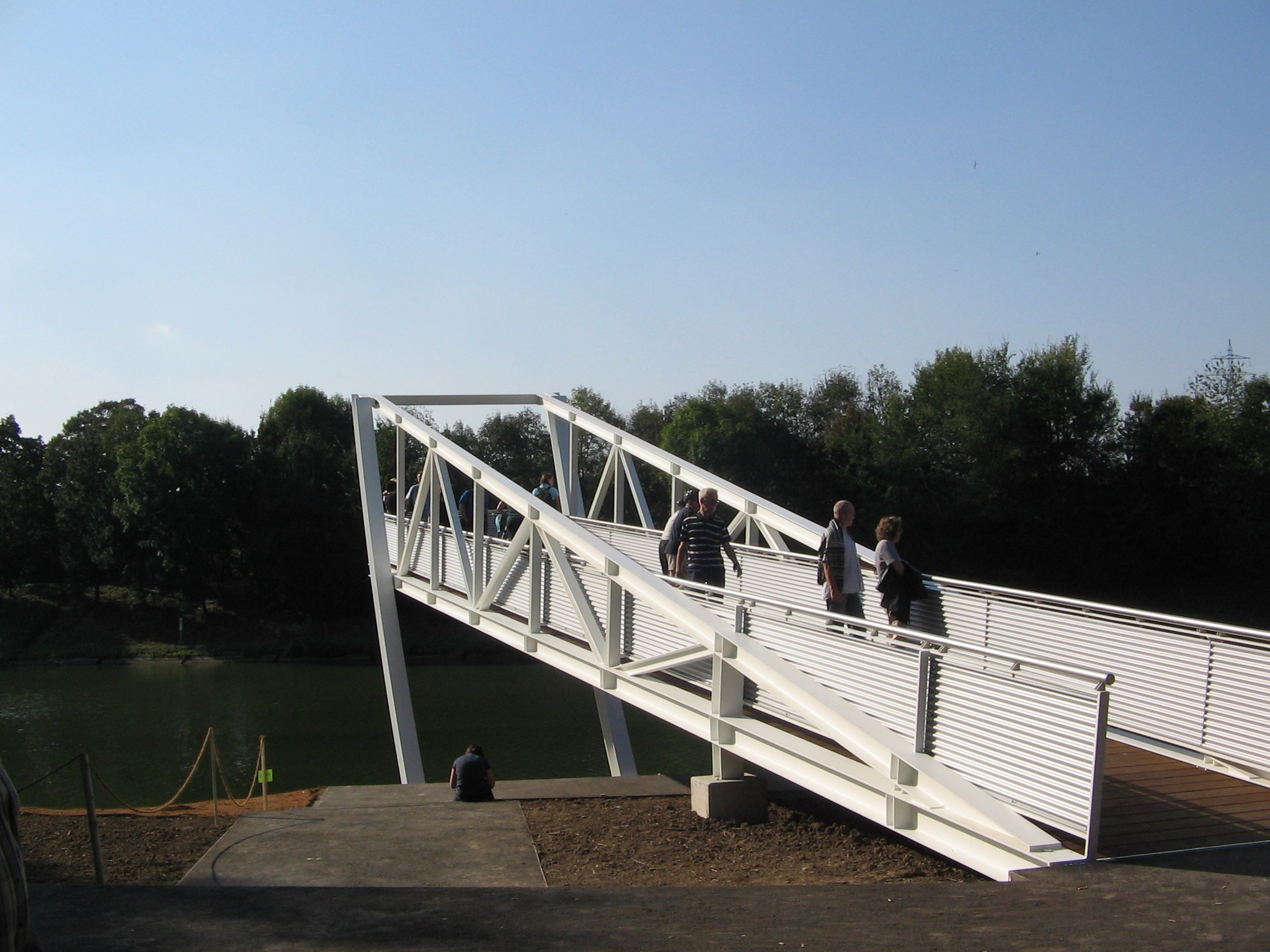
Stahlskulptur Landungsbrücke

1989 fand die Zwölfhundertjahrfeier statt.
1999 wurde der Heimatverein Oeffingen 1999 e. V. gegründet. Im gleichen Jahr wurde der Euro als Buch- und Rechnungsgeld eingeführt.
2001 überreichten Rose und Paul Jörg das von ihnen zusammengestellte Ortsfamilienbuch
an die Stadt Fellbach und an die Kirchgemeinde „Christus König“.
2002 wurde der Euro als Banknote und Münze eingeführt.
2007 wurde das Oeffinger Schlössle als Kultur- und Vereinshaus übergeben, 75000 € von der Stiftung Denkmalschutz flossen mit ein.
2009 errichtete die Stadt Fellbach am Neckarufer im Nordwesten von Oeffingen die begehbare Stahlskulptur „Landungsbrücke“ nach einem Entwurf von Claus Bury. Sie soll dem Verweilenden einen Blick auf den Neckar aus der Vogelperspektive bieten. Der Zugang zum Neckar ist symbolisch.
Am 18. Mai 2010 war zweihundertster Jahrestag der Rückkehr zu Württemberg, der aber nicht begangen wurde.

## Einwohnerzahlen, Gewerbebetriebe und Landwirtschaftsfläche
| 1600 | 100  | EW | nur erwachsene Männer                                       |
| 1705 | 100  | EW | nur erwachsene Männer                                       |
| 1789 | 160  | EW | nur erwachsene Männer                                       |
| 1829 | 868  | EW | 434,25 ha Landwirtschaftsfläche (1818)                      |
| 1831 | 887  | EW |                                                             |
| 1840 | 931  | EW | 213 Wohngebäude und 173 Stallungen (1844)                   |
| 1871 | 894  | EW |                                                             |
| 1900 | 920  | EW | 54 Gewerbebetriebe (1894) und 618 ha Landwirtschaftsfläche  |
| 1905 | 940  | EW |                                                             |
| 1919 | 1031 | EW |                                                             |
| 1925 | 1121 | EW |                                                             |
| 1928 | 1115 | EW |                                                             |
|      |      |    |                                                             |
| 1933 | 1274 | EW | 65 Gewerbebetriebe und 613 ha Landwirtschaftsfläche         |
| 1939 | 1640 | EW |                                                             |
| 1946 | 1712 | EW |                                                             |
| 1948 | 1852 | EW |                                                             |
| 1950 | 2020 | EW |                                                             |
| 1956 | 3102 | EW |                                                             |
| 1961 | 3826 | EW |                                                             |
| 1970 | 5329 | EW |                                                             |
| 1974 | 5856 | EW | 220 Gewerbebetriebe und 508 ha Landwirtschaftsfläche        |
| 1985 | 5963 | EW | 287 Gewerbebetriebe (1984)                                  |
| 1988 | 6084 | EW | 274 Gewerbebetriebe (1987) und 341 ha Landwirtschaftsfläche |
| 1990 | 6617 | EW |                                                             |
| 1995 | 6692 | EW |                                                             |
| 2001 | 7098 | EW |                                                             |
| 2005 | 6971 | EW |                                                             |
| 2007 | 6872 | EW |                                                             |

Die Gemarkungsfläche blieb konstant bei 686 ha.

## Obervögte, Schultheissen und Bürgermeister
- Johann Stieber, Obervogt, 1650
- Veit Holl, Obervogt, 1676
- Johann Hassel, Obervogt, 1678
- Hyronimus Kapfer, Obervogt, 1701
- Franz Josef Dürr, Obervogt, 1703
- Leopold Heinrich Merk, Obervogt, 1720
- Gabriel Josef Kan, Obervogt, 1728
- Josef Raimund Moz, Obervogt, 1735
- Johann Jakob Esser, Obervogt, 1750
- Josef Anton Grünfiesser, Obervogt, 1756
- Franz Coelestin Wild, Obervogt, 1754
- Franz Ferdinand Bobinger, Obervogt des Domkapitel Augsburg, 1789–1803
- Franz Ferdinand Bobinger, Obervogt des Königreichs Bayern, 1803–1810
- Franz Ferdinand Bobinger, Schultheiß des Kgr. Württemberg, 1810–1812
- Johannes Stetter, Schultheiß des Kgr. Württemberg, 1812–1819
- Johannes Stetter, Schultheiß in gemeindlicher Selbstverwaltung, 1819–1825
- Franz Stetter, Schultheiß, 1825
- Johann Baptist Stetter, Schultheiß, 1835
- Johann Georg Maiersperger, Schultheiß, 1852
- Josef Stetter, Schultheiß, 1880
- Wilhelm Rombold, Schultheiß, 1905
- Eugen Datphäus, Schultheiß, 1921–1935
- Eugen Datphäus, Bürgermeister des Deutschen Reiches, 1935–1945
- Adolf Pfeiffer, Bürgermeister in gemeindlicher Selbstverwaltung, 1946
- Eugen Stütz, Bürgermeister, 1948–1966[101]
- Dieter Heim, Bürgermeister, 1966–1974

## Wirtschaft
Die Landwirtschaft ist nicht mehr die alleinige oder überwiegende Einkommensquelle der Oeffinger. Heute gibt es nur noch fünf Vollerwerbslandwirte und fünf Nebenerwerbslandwirte. Der Ackerbau konzentriert sich auf Kartoffeln und Zuckerrüben. Bei den Kartoffeln gibt es frühe, mittelfrühe und späte Sorten (Christa, Attika, Selena, Sieglinde und Granola). Die Ernte wird mit einem Vollernter eingebracht und dem Großhändler in Ludwigsburg angeliefert.
Der Tennhof ist immer noch Staatsdomäne. Heute werden dort Tiere gepflegt, die dem Zoobetrieb nicht mehr gewachsen sind. Das Gebiet um den Tennhof gehört heute noch zu den fruchtbarsten Gebieten Baden-Württembergs.
Metallverarbeitung und Maschinenbau sind heute von Bedeutung. Es gibt ein großes Gewerbegebiet.
Größere Unternehmen sind:
Spedition Weckerle, Baugeschäft Rothwein, Metallbau Rothwein

## Verbreitete Familiennamen ab 1650 und vor 1800
Bucher, Gauss, Gollhofer, Großschatz, König, Lehner, Menne, Plappert, Rombold, Rothwein, Schweizer, Stetter, Treiber; Favorath, Morell, Dupuis. Die Häufung dieser Namen ist schon in den Nachbarorten Hofen und Schmiden nicht mehr gegeben.

## Söhne und Töchter des Ortes

### In Oeffingen geborene Personen
- Jakob Gauermann (1773–1843), Maler
- Johann Philipp Schwarz, geb. 23. Oktober 1805, mechanisierte seine Tischlerei in Prag zu einer Möbelfabrik[103]
- Albert Deibele (1889–1972), Oberstudienrat, Dichter, Heimatforscher und Stadtarchivar sowie Ehrenbürger von Schwäbisch Gmünd

### Mit Oeffingen verbundene Personen
- Jens Bürkle (* 1980), Handballspieler
- Maren Baumbach (* 1981), Handballspielerin
- Sami Khedira (* 1987), Fußballspieler
- Rani Khedira (* 1994), Fußballspieler